# Leonid Sabaneïev
Ne pas confondre avec son père, Leonid Sabaneïev (zoologiste)
Leonid Leonidovitch Sabaneïev (en russe : Леони́д Леони́дович Сабане́ев) est un compositeur, musicologue, critique musical et scientifique russe, né à Moscou le 1er octobre 1881 et mort à Antibes le 3 mai 1968. Il est le fils de Leonid Sabaneïev Sr., un célèbre expert en chasse.

## Biographie
Leonid Sabaneïev étudia auprès de Nikolaï Rimski-Korsakov, de Sergueï Taneïev, de Nikolaï Zverev et de Paul de Schlözer au Conservatoire Tchaïkovski de Moscou. En 1908, il sort diplômé en mathématiques et en physique de l'Université d'État de Moscou. Il participa en 1912à la rédaction de l'almanach Der blaue Reiter, puis à la revue d'avant-garde créée par le compositeur Nikolaï Roslavets Musikalnaïa Kultura.
Il fit une étude sur Alexandre Scriabine et devint une autorité sur ce compositeur. Son premier livre à son sujet parut en 1916. En plus de ses propres œuvres originales, il transcrivit Prométhée ou le Poème du feu de Scriabine pour deux pianos. 
Sabaneïev fonda l'Institut de musicologie de Moscou. Il était à la fois conservateur et progressiste. Ses idées comprenaient une gamme contenant 53 notes. Il souhaitait créer un "Laboratoire de la science exacte de la musique".
En 1926, il quitta la Russie pour une longue période de voyages qui le menèrent en Allemagne et aux États-Unis ainsi qu'en France, où il mourut en 1968.

## Œuvres
- Sonate à la mémoire de Scriabine, 1915 ;
- L'Aviatrice, ballet créé à Paris en 1928 ;
- L'Apocalypse, oratorio, 1940.

## Sources
- Frans C. Lemaire, Le destin russe et la musique, Fayard, 2005,  (ISBN 2-213-62457-7), p. 102–103